# 八木稔
八木 稔（やぎ みのる、1963年（昭和38年）5月7日 - ）は、日本の実業家、銀行家。静岡銀行代表取締役。第12代静岡銀行頭取を務める。

## 来歴・人物
静岡県静岡市駿河区出身。1982年、静岡県立静岡高等学校卒業。1987年、慶應義塾大学経済学部卒業。1987年、静岡銀行に入行。新通支店長、焼津支店長、執行役員経営企画部長などを経て、2014年、取締役常務執行役員に昇進。2022年に柴田久の後任として、代表取締役頭取に就任する。

## 経歴
- 1987年（昭和62）
  - 4月：静岡銀行入行
- 2003年（平成15年）
  - 6月：静銀経営コンサルティング出向ビジネスプロフェッショナル
- 2004年（平成16年）
  - 6月：静岡銀行経営管理部人事開発グループ長
- 2008年（平成20年）
  - 6月：同新通支店長
- 2010年（平成22年）
  - 1月：同焼津支店長
- 2011年（平成23年）
  - 6月：同理事経営企画部長
- 2012年（平成24年）
  - 6月：執行役員経営企画部長
- 2014年（平成26年）
  - 6月： 取締役常務執行役員 経営企画・経営管理担当経営統括副本部長
- 2016年（平成28年）
  - 6月：取締役常務執行役員 審査担当営業副本部長
- 2017年（平成29年）
  - 6月：取締役専務執行役員 経営統括本部長
- 2020年（令和2年）
  - 6月：代表取締役 取締役専務執行役員 経営統括本部長 兼 経営企画部長
- 2021年（令和3年）
  - 6月：代表取締役 取締役副頭取 経営統括本部長
- 2022年（令和4年）
  - 10月：代表取締役 取締役頭取

## 参考資料
- “第116期有価証券報告書” (PDF).   静岡銀行 (2022年3月31日). 2022年8月15日閲覧。